# Chronologie Harryho Pottera
Časovou osnovu událostí v sérii knížek o Harrym Potterovi vytvořili fanoušci, kteří ji odvodili zejména z údajů v druhém díle (Harry Potter a Tajemná komnata), v němž se oslavuje 500. výročí úmrtí Skoro bezhlavého Nicka. K Nickově popravě došlo 31. října 1492, z čehož se dá odvodit, že děj druhého dílu se odehrává od léta 1992 do poloviny roku 1993.
Bradavice byly založeny roku 998.
V některých ohledech si ale autorka Joanne Rowlingová protiřečí. Ve třetím dílu například Sibylla Trelawneyová mluví o 16. říjnu jako o pátku, zatímco 16. října 1993 byla ve skutečnosti sobota. Avšak Sibylla si často vymýšlela a snažila se znít zajímavě, takže toto popletení dnů mohlo být záměrem. Dalším problémem je postava Nicolase Flamela. Ten je skutečnou historickou postavou, nicméně v prvním díle se o tomto sestrojiteli Kamene mudrců mluví jako 665letém starci. Tohoto věku by se však skutečný Flamel dožil až v roce 1996, tedy o pět až šest let později než děj prvního dílu. Další nejasnosti přicházejí s Harryho dopisem Siriusovi ve čtvrtém díle, kde se čtenář dozvídá, že Harryho bratranec Dudley má PlayStation (v českém překladu použil Vladimír Medek slovo „herna“). Podle časové osnovy psal Harry dopis v létě 1994, ale PlayStation bylo uvedeno až v závěru zmíněného roku a to jen v Japonsku (do Evropy se dostalo až v létě 1995).
Na druhou stranu je níže uvedené časové rozdělení děje fanoušky široce uznáváno a bylo použito i společností Warner Bros na DVD verzi filmové adaptace druhého a třetího dílu série.
Nejvýznamnější chybu týkající se dat je možné nalézt ve čtvrtém díle Harry Potter a Ohnivý pohár, kde jsou dny 1. i 2. září shodně označeny jako pondělí. Možné však také je, že v Bradavické škole čar a kouzel je každý druhý školní den (tj. ten následující po příjezdu studentů) pondělí. Další potíž přináší poprava Klofana. Podle knih se má odehrát 20. dubna, nicméně při podrobném čtení knih je jasné, že se nemohla odehrát později než v únoru.
Rowlingová sama přiznala nedostatky svých matematických dovedností na FAQ sekci svých stránek, takže není na místě očekávat v tomto ohledu konzistenci příběhu.

## Časová osnova knížek oHarrym Potterovi

### Události
- 382 př. n. l. – Ollivanderovi začali s výrobou kouzelnických hůlek.[3]
- 962 – První použití létajících košťat.
- dříve než 993 – Godric Nebelvír, Helga z Mrzimoru, Rowena z Havraspáru a Salazar Zmijozel založili Bradavickou školu čar a kouzel. Zmijozel požadoval přijímat pouze čaroděje s čistými kouzelnickými předky a následně opustil školu. Zanechal ale po sobě Tajemnou komnatu.
- 1294 – Byl založen Turnaj tří kouzelníků. Později bylo jeho každoroční konání přerušeno, neboť při něm začínalo umírat příliš mnoho studentů. Podle Brumbála se na konci 20. století nekonal už alespoň 100 let.
- 1473 – Konalo se první Světové mistrovství ve famfrpálu, během kterého se hráči stihli dopustit všech 700 různých famfrpálových faulů.
- 1689 – Podpis Mezinárodního zákoníku o utajení kouzel, definitivní skrytí kouzelníků před mudly.
- 1892 – Albus Brumbál začal studovat Bradavickou školu.
- 1926 – Ještě před narozením Toma Raddlea opustil jeho otec rodinu, Raddlova matka zemřela po porodu a Tom tak byl vychován jako sirotek.
- 1937 – Tom Raddle začal navštěvovat Bradavice.
- 1942 – Raddle otevřel Tajemnou komnatu, v důsledku čehož byla zabita Ufňukaná Uršula. Raddle pak otevření komnaty svedl na Rubeuse Hagrida.
- 1943 – Raddle zabil svého otce a prarodiče z otcovy strany.
- 1945 – Brumbál porazil černokněžníka Gellerta Grindelwalda.
- 1970 – Tom Raddle se přejmenoval na Lorda Voldemorta a začal svou snahu o ovládnutí světa.
- 1971 – James Potter, Lily Evansová, Sirius Black, Remus Lupin, Peter Pettigrew a Severus Snape začali chodit do Bradavic.
- 1979 – Sibylla Trelawneyová předpověděla pád Lorda Voldemorta.
- 31. října 1981 – Voldemort zabil Jamese a Lily Potterovy, kletba se ale obrátila proti němu, když se pokusil zabít i jejich syna, Harryho.[4] Tomu zůstala na čele jizva a začali  se o něj starat Dursleyovi.
- 1. listopadu 1981 – Sirius Black byl zatčen za vraždu Petera Pettigrewa.[5]
- 1. září 1991 – Harry Potter, Ron Weasley a Hermiona Grangerová začali studovat na Bradavické škole čar a kouzel.[6]
- 1992 – Harry zabránil Voldemortovi získat Kámen mudrců. Ginny Weasleyová otevřela pod vlivem Raddleova deníku Tajemnou komnatu.
- 1993 – Harry zachránil Ginny a porazil obraz Raddlea. Sirius Black utekl z Azkabanu.
- 6. června 1994 – Profesorka Trelawneyová předpověděla druhou věštbu o Voldemortově vzkříšení. Harry se dozvěděl pravdu o svém kmotru Siriusovi Blackovi a Peter Pettigrew unikl.[7]
- 1994 – Lord Voldemort zabil Franka Bryce. Po sto letech se opět konal Turnaj tří kouzelníků.
- 24. června 1995 – Za pomoci Pettigrewa získal Lord Voldemort znovu tělo a své bývalé schopnosti, Pettigrew zabil Cedrica Diggoryho.[8]
- 1996 – Díky Harrymu a jeho přátelům se Voldemortovi nepodařilo získat Věštbu. Při bitvě byl zabit Sirius Black svou sestřenicí Belatrix Lestrangeovou. Brumbál Harrymu pověděl o první věštbě Trewlaneyové a kouzelnický svět se konečně dozvěděl o Voldemortově návratu. Rufus Brousek nahradil Popletala na místě ministra kouzel.
- 1997 – Brumbál byl zabit Severusem Snapem, Rufus Brousek byl zabit, ministrem kouzel se stal Pius Břichnáč.
- 1998 – Lord Voldemort byl po zničení všech viteálů definitivně poražen. Ministrem kouzel se stal Kingsley Pastorek.

### Narození
- 1881 – Albus Brumbál, Percivalovi a Kendře Brumbálovým
- 4. října zhruba 1935 – Minerva McGonagallová
- 31. prosince 1926 – Tom Raddle (Lord Voldemort), do rodiny mudly Toma Raddla st. a čarodějky Meropy Gauntové[9]
- 6. prosince 1929 – Rubeus Hagrid, obryni Frídwulfě a kouzelníkovi Hagridovi
- 1949 – Molly Weasleyová (Prewettová)
- 6. února 1950 – Arthur Weasley
- 1951 – Bellatrix Lestrangeová (roz. Blacková) Cygnusi Blackovi a Druelle Rosierové
- 1954 – Lucius Malfoy, Abraxasi Malfoyovi
- 1955 (přibližně) – Narcisa Malfoyová (roz. Blacková), Cygnusovi Blackovi a Druelle Rosierové
- 30. ledna 1960 – Lily Evansová, provdaná Potterová[4]
- 27. března 1960 – James Potter[4]
- 3. listopadu 1959 – Sirius Black, Orionovi a Walburze Blackovým
- 10. března 1960 – Remus Lupin
- 9. ledna 1960 – Severus Snape, mudlovi Tobiasi Snapeovi a čarodějce Eileen Prince-Lloydové
- 1960 – Peter Pettigrew
- 1962 – Regulus Black
- 26. ledna 1964 – Zlatoslav Lockhart
- 29. listopadu 1971 – Bill Weasley, Arthurovi a Molly Weasleyovým[10]
- 1973 – Nymfadora Tonksová, Tedu Tonksovi a Andromedě Blackové-Tonksové
- 12. prosince 1973 – Charlie Weasley, Arthurovi a Molly Weasleyovým[10]
- 22. srpna 1976 – Percy Weasley, Arthurovi a Molly Weasleyovým[10]
- 1976 – Oliver Wood
- 1977 – Viktor Krum
- 1977 – Fleur Delacourová, Monsieur Delacourovi a poloviční víle Apolonii
- 1977 – Cedric Diggory, Amosu Diggorymu a jeho ženě
- 1977 – Angelina Johnsonová
- 1. dubna 1978 – Fred a George Weasleyovi, dvojčata, Arthurovi a Molly Weasleyovým[10][11]
- 1979 – Cho Changová
- 19. září 1979 – Hermiona Grangerová, mudlovským zubařům[12][13]
- 1. března 1980 – Ron Weasley, Arthurovi a Molly Weasleyovým[10]
- 5. června 1980 – Draco Malfoy, Luciusovi a Narcise Malfoyovým
- 30. července 1980 – Neville Longbottom, Frankovi a Alici Longbottomovým
- 31. července 1980 – Harry Potter, Jamesovi a Lily Potterovým
- 1981 – Colin Creevey, neznámým mudlům
- 13. února 1981 – Lenka Láskorádová, vydavateli Jinotaje Xenofiliovi Láskorádovi a jeho ženě Pandoře
- 11. srpna 1981 – Ginny Weasleyová, Arthurovi a Molly Weasleyovým
- 1983 – Dennis Creevey, neznámým mudlům
- duben 1998 – Teddy Lupin, Nymfadoře Tonksové-Lupinové a Remusi Lupinovi
- 2. května 2000 – Victoire Weasleyová Billovi Weasleymu a Fleur Delacourové-Weasleyové
- 2005 – James Sirius Potter, syn Harryho a Ginny Potterových
- 2006 – Rose Weasleyová, Ronu Weasleymu a Hermioně Grangerové-Weasleyové
- 2006 – Albus Severus Potter, syn Harryho a Ginny Potterových
- 2006 - Dominique Weasleyová, Billovi Weasleymu a Fleur Delacourové-Weasleyové
- 2006 – Scorpius Hyperion Malfoy Dracovi Malfoyovi a Astorii Malfoyové-Greengrassové
- 2008 – Hugo Weasley, Ronu Weasleymu a Hermioně Grangerové-Weasleyové
- 2008 – Lily Lenka Potterová, Harryho a Ginny Potterových

Ostatní děti (není znám přesný rok narození)
- Molly Weasleyová (ml.) Percymu Weasleymu a Audrey Weasleyové
- Lucy Weasleyová Percymu Weasleymu a Audrey Weasleyové
- Louise Weasley Billovi Weasleymu a Fleur Delacourové-Weasleyové
- Fred Weasley (mladší) Georgovi Weasleymu a Angelině Johnsonové-Weasleyové
- Roxanne Weasleyová Georgovi Weasleymu a Angelině Johnsonové-Weasleyové

### Úmrtí
- 31. října 1492 – Skoro bezhlavý Nick, popraven neúplným stětím[14]
- červen 1943 – Uršula Elizabeth Warren, studentka Bradavické školy (později známá jako Ufňukaná Uršula), zabita baziliškem z Tajemné komnaty otevřené Tomem Raddleem.
- 1943 – Mary a Tom Raddleovi zabiti Tomem Rojvolem Raddlem.
- 31. října 1981 – James a Lily Potterovi[4], zabiti Voldemortem
- 1990 – Pandora Láskorádová, matka Lenky Láskorádové, nehoda při experimentování s kouzly
- 24. června 1995 – Cedric Diggory, zavražděn Petrem Pettigrewem na Voldemortův příkaz
- 18. června 1996 – Sirius Black, umírá při souboji s Belatrix Lestrangeovou.
- červenec 1996 – Smrtijedi zabíjejí Amélii Bonesovou a Emmelinu Vanceovou
- srpen 1996 – Igor Karkarov
- 1996 – matka Hannah Abbottové
- jaro 1997 – Aragog (i přes veškerou Hagridovu snahu umírá stářím)
- 30. června 1997 – Brumbál, zabit Severusem Snapem kletbou Avada kedavra na vrcholu astronomické věže
- 27. července 1997 – sova Hedvika, zabita při přesunu Harryho ze Zobí ulice do Doupěte
- 27. července 1997 – Alastor 'Pošuk' Moody při přesunu Harryho ze Zobí ulice do Doupěte
- 1. srpna 1997 – Rufus Brousek, ministr kouzel[15][16]
- podzim 1997 – Ted Tonks - při útěku od rodiny s Dirkem Cresswelem a Gornukem
- podzim 1997 – Dirk Cresswel - zabit s Tedem Tonksem a skřetem Gornukem
- podzim 1997 – Gornuk - skřet, zemřel při útěku s Tedem Tonksem a Dirkem Cresswelem
- jaro 1998 – Dobby, svobodný domácí skřítek, zabit nožem Belatrix Lestrangeovou
- březen 1998 – Petr Pettigrew, známý jako Červíček, uškrcen vlastní umělou rukou
- 2. května 1998 – Colin Creevey, v bitvě o Bradavice
- 2. května 1998 – Fred Weasley, zemřel při výbuchu při bitvě o Bradavice
- 2. května 1998 – Vincent Crabbe zabit sebou vyvolaným zložárem
- 2. května 1998 – Levandule Brownová brutálně zabita vlkodlakem Fenrirem Šedohřbetem
- 2. května 1998 – manželé Remus Lupin (zabit Dolohovem) a Nymfadora Tonksová (zabita svojí tetou Belatrix Lestrangeovou)
- 2. května 1998 – Severus Snape zavražděn hadem Naginim na příkaz lorda Voldemorta
- 2. května 1998 – Belatrix Lestrangeová zabita při souboji s Molly Weasleyovou
- 2. května 1998 – Tom Rojvol Raddle, známý také jako lord Voldemort či Pán zla, zabit vlastní smrtící kletbou při souboji s Harrym Potterem